# Tori Black
Tori Black, (Kingston, Washington, VS, 26 augustus 1988) is een Amerikaanse pornoster. Black, geboren als Michelle Chapman, begon in de porno-industrie op 18-jarige leeftijd, in 2007. Sindsdien is ze uitgegroeid tot een van de bekendste pornoactrices ter wereld en verscheen ze in meer dan 200 films. Black was de Penthouse Pet of the Month van december 2008.
Black deed haar eerste anale scène voor de film Interactive sex with Tori Black. Vooral haar "Pretty Filthy"-reeks is vrij bekend bij het publiek.

## Prijzen
- 2009 CAVR Award – Hottie of Year
- 2009 XRCO Award – Starlet of Year
- 2009 F.A.M.E. Award – Favorite Rookie Starlet
- 2010 CAVR Award – Star of the Years
- 2010 AVN Award – Female Performer of the Year
- 2010 AVN Award – Best All-Girl Three-Way Sex Scene – The 8th Day
- 2010 AVN Award – Best Tease Performance – Tori Black Is Pretty Filthy
- 2010 AVN Award – Best Threeway Sex Scene – Tori Black Is Pretty Filthy
- 2010 XBIZ Award – Female Performer of the Year
- 2010 XRCO Award – Female Performer of the Year
- 2010 F.A.M.E. Award – Favorite Female Starlet
- 2011 AVN Award – Best Oral Sex Scene – Stripper Diaries
- 2011 AVN Award – Best POV Sex Scene – Jack's POV 15
- 2011 AVN Award – Best Sex Scene in a Foreign-Shot Production – Tori Black Nymphomaniac
- 2011 AVN Award – Female Performer of the Year
- 2011 XBIZ Award – Porn Star Site of the Year – ToriBlack.com
- 2011 XRCO Award – Female Performer of the Year